# 복수노트 2
《복수노트 2》는 2018년 8월 13일부터 2018년 10월 9일까지 방영된 XtvN 월화드라마로 oksusu에서도 이와 동일한 날짜로 방영되었다. 웹 누적 조회수 1000만 뷰 이상을 기록했던 《복수노트》의 후속작이다.

## 줄거리
오지랖이 넓고 평범한 17세 긍정소녀 오지나가 미스터리한 복수대행 애플리케이션 "복수노트"을 발견하며 위기 상황을 헤치고 성장하는 이야기를 담은 하이틴 로맨스 드라마.

## 등장인물

### 주요 인물
- 안서현 : 오지나 역[4]
- 사무엘 : 서로빈 역 - 제이의 동생[4]
- 지민혁 : 서제이 역[4]
- 김지영 : 오사나 역 - 지나의 동생
- 김소희 : 금수지 역

### 지나&사나네 식구들
- 박희진 : 김은희 역 - 지나&사나 엄마
- 서유리 : 김선희 역 - 지나&사나 이모
- 성지루 : 편의점 사장 역 - 오강동. 지나&사나 아버지

### 한종고 선생님들
- 박동빈 : 이대로 역 - 학생주임
- 황태광 : 최강 역 - 체육 담당 기간제 교사
- 정정아 : 정정아 역 - 불어 담당. 제이반 담임
- 김예은 : 맹사랑 역 - 지나반 담임. 수학 담당. 맹쌤
- 이윤희 : 교장선생님 역

### 한종고 1-1반 학생들
- 송수현 : 배신애 역 - 지나의 절친
- 박서연 : 정보라 역
- 이지현 : 하록희 역
- 신준항 : 안미남 역 - AOA짱 회장
- 구지혜 : 모라해 역 - 수지 삼인방
- 조영선 : 나나리 역 - 수지 삼인방
- 이재백 : 하지만 역 - 반장
- 박시안 : 백주리 역 - 부반장
- 정영현 : 반이든 역
- 이호진 : 김수근 역 - AOA짱 회원
- 홍대의 : 박수로 역 - AOA짱 회원
- 송태민 : 한선수 역
- 이준영 : 강하준 역 - 자칭 서로빈 라이벌
- 조정은 : 박샘나 역
- 윤서영 : 고민주 역
- 박지후 : 이하얀 역
- 이서준 : 허기찬 역
- 김정민 : 임바른 역

### 특별출연
- 신지훈 : 조은연 역 - 일진 (2회,15회)
- 조재윤 : 하록희의 아버지 역 (6회,7회)
- 신봉선 : 성형외과 실장 장미인 역 (5회)[5]
- 현우성 : 사기준 역 - 선희의 미팅남 (4회,10회,11회)
- 민아 : AOA 민아 역 (9회)[6]
- 이영은 : 반하니 역 - 록희의 옛 절친 (6회)
- 유재상 : 오건우 역 (10회)
- 정다은 : 백송이 역 (2회,8회)

## 사운드트랙

### Part.1
| #            | 제목          | 작사         | 작곡                  | 재생 시간 |
| ------------ | ------------- | ------------ | --------------------- | --------- |
| 1.           | 〈KISS KISS〉 | 마부스       | 마부스, JS (편곡: JS) | 3:22      |
| 총 재생 시간 | 총 재생 시간  | 총 재생 시간 | 총 재생 시간          | 3:22      |

### Part.2
| #            | 제목              | 작사                  | 작곡                  | 재생 시간 |
| ------------ | ----------------- | --------------------- | --------------------- | --------- |
| 1.           | 〈Time to Shine〉 | 마부스, 필독 (빅스타) | 마부스, JS (편곡: JS) | 3:33      |
| 총 재생 시간 | 총 재생 시간      | 총 재생 시간          | 총 재생 시간          | 3:33      |

### Part.3
| #            | 제목            | 작사            | 작곡                    | 아티스트            | 재생 시간 |
| ------------ | --------------- | --------------- | ----------------------- | ------------------- | --------- |
| 1.           | 〈나만 모르게〉 | 김지애          | 전세진 (편곡: 전세진)   | 황예린              | 4:06      |
| 2.           | 〈Rise Up〉     | 지민혁, Jay Fox | Jay Fox (편곡: Jay Fox) | 지민혁, 유정 (라붐) | 2:46      |
| 총 재생 시간 | 총 재생 시간    | 총 재생 시간    | 총 재생 시간            | 총 재생 시간        | 6:52      |

## 결방 사유
- 2018년 9월 24일, 9월 25일 : 추석 연휴로 결방.

## 같이 보기
- 대한민국의 텔레비전 드라마 목록 (ㅂ)
- 2018년 대한민국의 텔레비전 드라마 목록